# Pierre Soulages
Pierre Soulages (Rodez, 24 dicembre 1919 – Nîmes, 25 ottobre 2022) è stato un pittore e incisore francese.
Associato all'arte astratta dalla fine degli anni Quaranta, e per un certo periodo associato all'action painting e all'astrazione lirica, ha lavorato al di fuori di qualsiasi gruppo e il suo lavoro sfugge a qualsiasi posizionamento teorico collettivo. È noto soprattutto per l'uso dei riflessi del colore nero, che chiama “luce nera” o “outrenoir”, ma può comunque essere considerato uno dei principali esponenti della pittura informale.
Ben presto riscuote un grande successo internazionale, facendosi conoscere in due Paesi in particolare: la Germania e gli Stati Uniti. Viene rapidamente apprezzato dalla maggior parte dei collezionisti e riceve il sostegno di alcune importanti figure del mondo dell'arte americano, che all'inizio degli anni Cinquanta sta subendo grandi cambiamenti, come il mercante d'arte Samuel M. Kootz. Fin dall'inizio della sua carriera, i suoi dipinti furono inclusi nelle collezioni dei più grandi musei europei e americani.
Era uno degli artisti contemporanei più significativi, la sua tecnica e passione sono strettamente legati all'accostamento tra il colore nero e la luce, elementi con cui riusciva a creare armonia e unicità intorno all'opera irripetibili. Ha ottenuto numerosi premi e onorificenze, fra cui il Premio Rembrandt (1976), il Premio Imperiale per la pittura (1994) e la Medaglia per le scienze e per le arti austriaca (2005).